# Imigração brasileira no Paraguai

Brasil e Paraguai

O Paraguai é um dos países com mais brasileiros, ou brasiguaios (que são brasileiros ou descendentes de brasileiros instalados no território do Paraguai), principalmente nas áreas que fazem fronteira com o Brasil, como nos departamentos de Canindeyú e Alto Paraná no sudeste do Paraguai.
Embora seja difícil especificar seu número exato, estima-se que sejam aproximadamente 350.000 pessoas (quase metade de forma irregular). Eles são na maioria agricultores alemães, italianos ou eslavos de língua portuguesa, sendo a maior comunidade estrangeira do país. 
Em relação à palavra "brasiguaios", utilizada para descrever os filhos de brasileiros nascidos em território paraguaio. O uso desse termo divide tanto pesquisadores quanto a opinião pública, porque enquanto alguns consideram que os brasiguaios têm identidade brasileira e que uma parte importante de suas atividades econômicas é funcional para a economia brasileira, outros indicam que são cidadãos paraguaios com plenos direitos, mesmo que se expressem na língua de seus pais e ainda pratiquem a cultura brasileira diante da cultura paraguaia.

## História
Em 1943, não havia mais de 500 agricultores brasileiros de todo o Paraguai. Entre 1950 e 1970, a porcentagem de brasileiros na população paraguaia permaneceu constante entre 3 e 4%. 
A partir de 1970, a massiva imigração de brasileiros começou, a maior parte do estado do Paraná. Isto deveu-se à construção da Usina Hidrelétrica de Itaipu, muitos produtores perderam as suas propriedades, invadidas pela superfície da água gerada pela barragem.
Uma vez recebida a compensação correspondente, o suficiente para comprar terras no Brasil, milhares delas optaram por se mudar para o vizinho Paraguai, onde a terra custava cerca de oito vezes mais barato. Por outro lado, em 1967, o governo paraguaio aboliu uma lei que proibia a compra de terras por estrangeiros na faixa de 150 quilômetros de suas fronteiras.
Um fator adicional para estimular a migração do Paraná foi a crescente mecanização da produção de soja no estado, que resultou na concentração de grandes extensões de plantações de propriedade de grandes empresas. Os pequenos agricultores no Brasil procuraram por terras mais baratas do outro lado da fronteira.
Além disso os agricultores brasileiros eram expulsos por grandes empresas e pelos altos preços das terras, e enquanto isso os governos do Brasil e do Paraguai propiciavam a migração brasileira com acordos políticos e legais e pactos económicos.
Assim, a primeira onda de migração brasileira que foi derramado em 1960 nos departamentos de Alto Paraná, Canindeyú e Amambay foi extremamente encorajado pelo apoio dos estados, e as segunda e terceira ondas e levou (1970-1980) mais  brasileiros a território paraguaio.
Promovido pelas empresas brasileiras do setor imobiliário que vendiam e vendiam no leste do Paraguai, os desmanteladores florestais chegaram primeiro, depois os agricultores, comerciantes e transportadores. Em 30 anos, de 1960 a 1990, os colonos brasileiros totalizaram aproximadamente 400.000 no Paraguai.